# داریوش کوردک
داریوش کوردِک (لهستانی: Dariusz Kordek؛ زادهٔ ۲۶ ژانویه ۱۹۶۵) بازیگر، صداپیشه و خواننده اهل لهستان است.
از فیلم‌ها یا مجموعه‌های تلویزیونی که وی در آن‌ها نقش داشته‌است، می‌توان به کرول، نبرد ورشو ۱۹۲۰، مرشد و مارگاریتا، طایفه، در خیابان سپولنی، خودِ زندگی، ورای تخت جراحی، عشق اول، پدر متیو، کارآگاهان جنایی، در خوشی و سختی، کمیسر آلکس، پزشکان و قانون حقیقی اشاره نمود.